# Safaretjos de Pau Giralt
Els safaretjos de Pau Giralt eren un conjunt arquitectònic situat al carrer de Riudarenes (antigament Neu de Gignàs) de Barcelona, catalogat com a bé amb elements d'interès (categoria C).

## Història

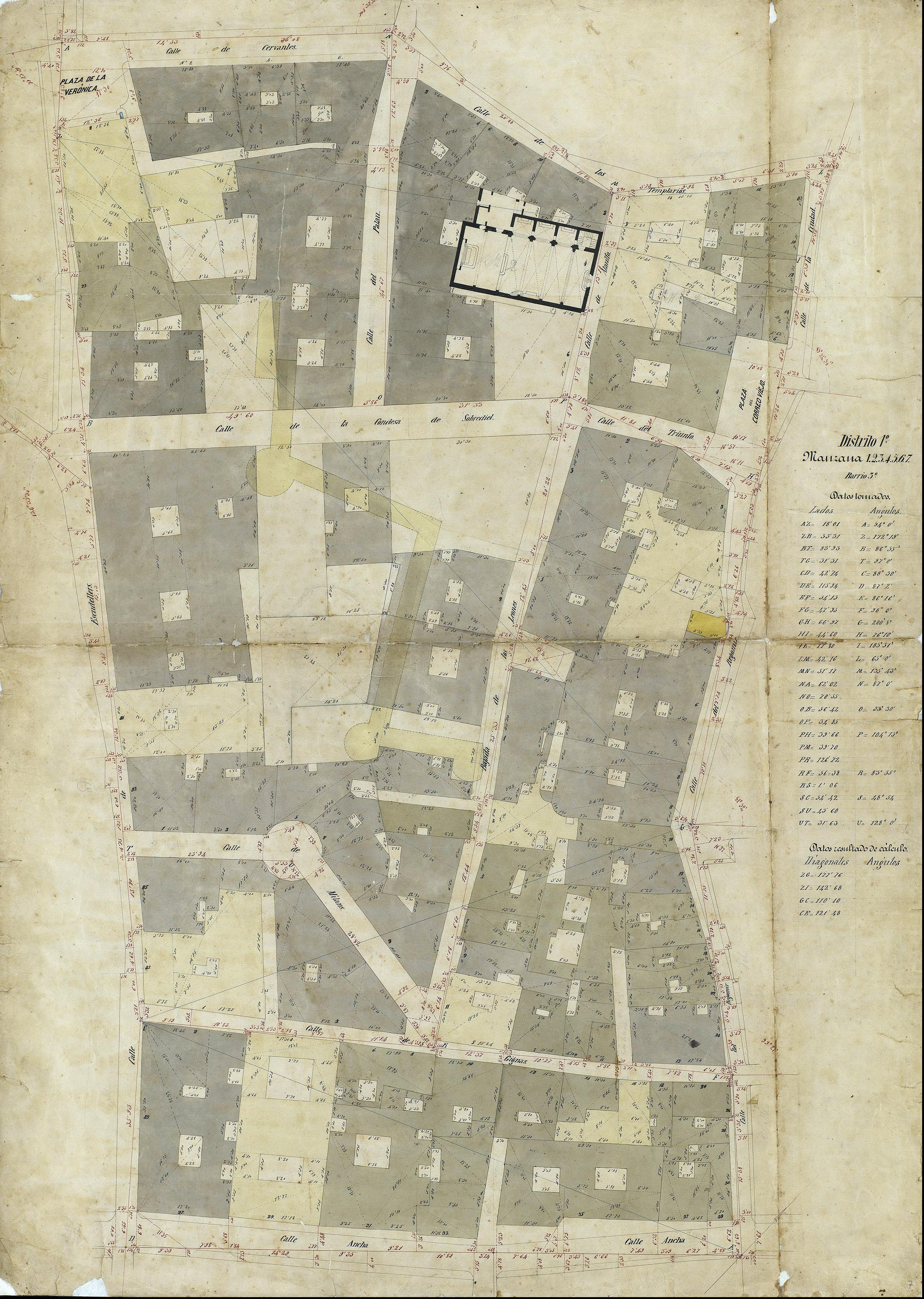
Quarteró núm. 7 de Garriga i Roca (c. 1860)

El 1832, el tintorer de sedes Pau Giralt i Raurell va adquirir en emfiteusi una casa ruïnosa al carrer d'en Boada (actualment Riudarenes), i l'any següent va demanar permís per a reconstruir-la amb planta baixa i dos pisos, incloent-hi la porta de l'escala de veïns (actual núm. 9) de l'edifici del carrer d'en Regomir, 16. Per tal d'abastir els safaretjos, havia adquirit vuit plomes d'aigua de la mina de Montcada, que hi va fer conduir des del repartidor de la font de Sant Just.
Entre el 1839 i el 1841, Giralt va adquirir la finca veïna per la banda del mar, i hi va fer conduir quatre plomes més. L'edifici va ser malmès pels bombardejos de desembre del 1842, i el març de l'any següent, va demanar permís per a reconstruir-lo segons el projecte de l'arquitecte Francesc Daniel Molina. El 1864 va adquirir la finca del núm. 5, i el 1865 va demanar permís per a reedificar-la i unir-la al conjunt, segons el projecte del mestre d'obres Antoni Valls i Galí.
Tot i que Giralt era tintorer, no hi ha cap indici d'activitats productives, i l'inventari post mortem dels seus béns, realitzat el 1873, esmentava que els safaretjos eren alimentats per 21 plomes d'aigua de la mina de Montcada.
El 2005, la finca es trobava en estat de ruïna, i mentre se'n tramitava la catalogació, es van destruir part dels safaretjos. Això va motivar que el districte de Ciutat Vella paralitzés les obres i n'ordenés la reconstrucció. Finalment, entre els anys 2013 i 2014 el que quedava del conjunt va ser aterrat per a construir-hi un hotel i s'hi van efectuar diverses intervencions arqueològiques.

## Descripció
Es tractava d'un conjunt d'edificacions format per l'agregació de tres parcel·les, els baixos del qual eren majoritàriament ocupats pels safaretjos (dues parelles als núm. 7 i un altre al núm. 5). La part que feia front al carrer tenia planta baixa i tres pisos a la banda esquerra, i planta baixa i quatre pisos al final del carreró, on s'obria la porta núm. 9 que dona accés a l'edifici del carrer de Regomir, 16. Les façanes tenien una composició sòbria, amb obertures de llinda plana i balcons de volada decreixent amb l'alçada.
El pati d'illa era dividit en dues parts per una petita construcció de planta baixa, que contenia unes escales que portaven a una terrassa i uns corredors en volada al nivell del primer pis, que connectaven amb diferents parts de la finca. A la banda occidental hi havia una galeria porxada (que probablment servia d'estenedor), amb uns basaments de gran alçada (accessibles des d'un dels corredors) sobre els quals s'alçaven dos parells de columnes de secció octagonal que sostenien un entaulament amb la data de 1833 inscrita en un rètol.